# Ruslan
Ruslan (in cirillico: Руслан) è un nome proprio di persona maschile diffuso in diverse repubbliche dell'Unione Sovietica.

## Varianti
Il nome è utilizzato in diverse lingue dell'ex URSS, tra le quali russo, ucraino, bielorusso, tataro, baschiro, kazako, kirghiso, uzbeko, azero, osseto, ceceno e inguscio, mentre in lettone si ritrova come Ruslans. Viene utilizzato anche nella forma femminile Ruslana (Руслана in cirillico).

## Origine e diffusione

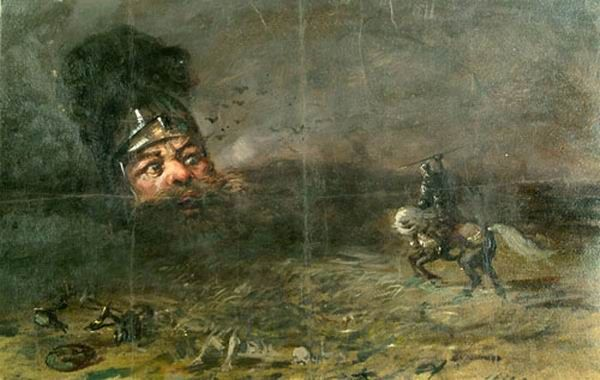
Ruslan combatte con la testa, di Nikolaj Ge

Venne utilizzato da Puškin per il protagonista maschile del suo romanzo Ruslan e Ljudmila, che è tratto da precedenti racconti popolari russi e tatari dove il nome compare come Еруслан (Eruslan) o Uruslan. La sua etimologia è ignota; potrebbe essere di origine turca, correlabile al termine a(r)s(a)lan ("leone").
Il nome è inoltre portato da Eruslan Lazarevič, protagonista di una leggenda popolare russa.

## Onomastico
L'onomastico può essere festeggiato il 1º novembre, festa di Ognissanti, non essendovi santi con questo nome che è quindi adespota.

## Persone
- Ruslan Abışov, calciatore azero

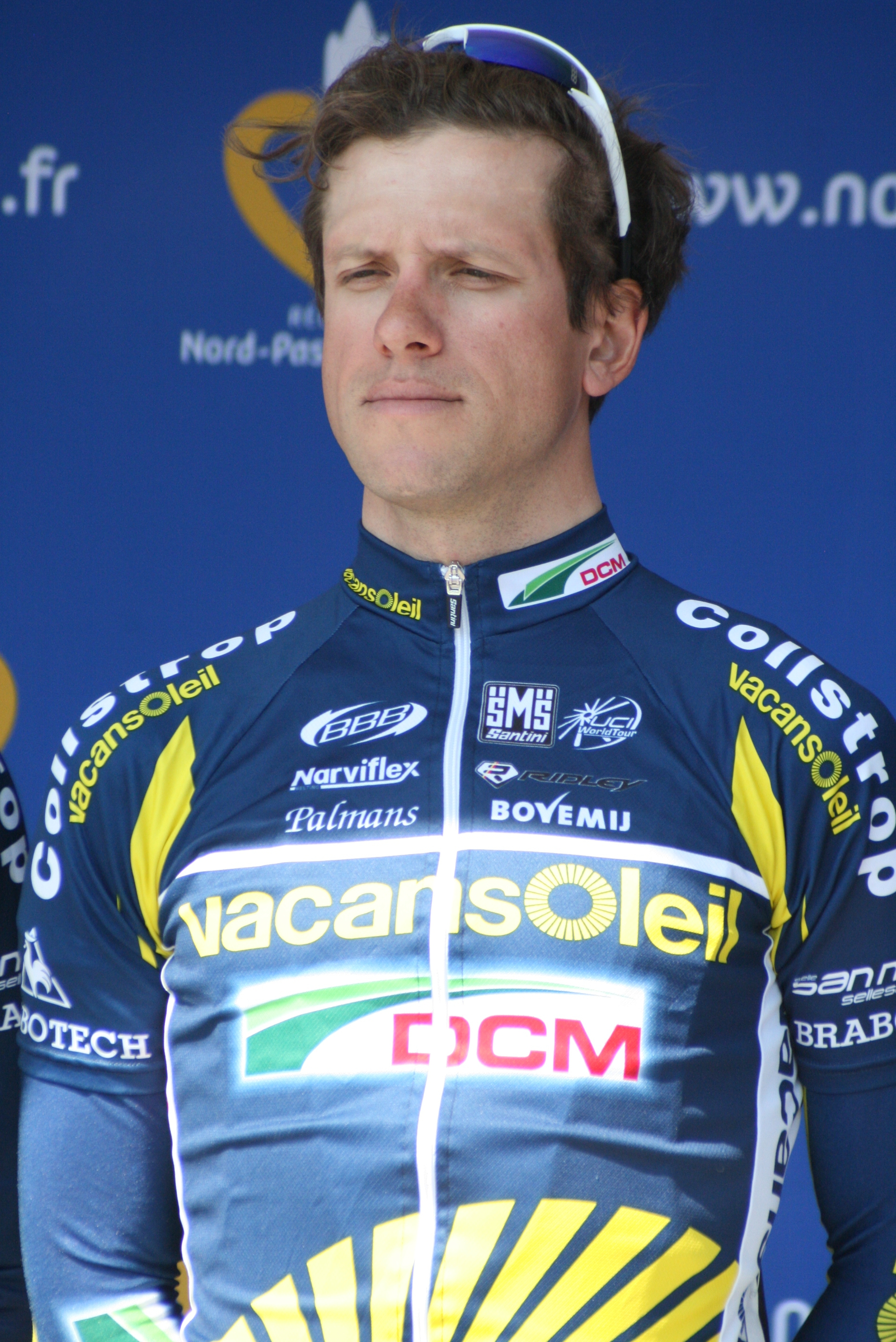
Ruslan Pidhornyj

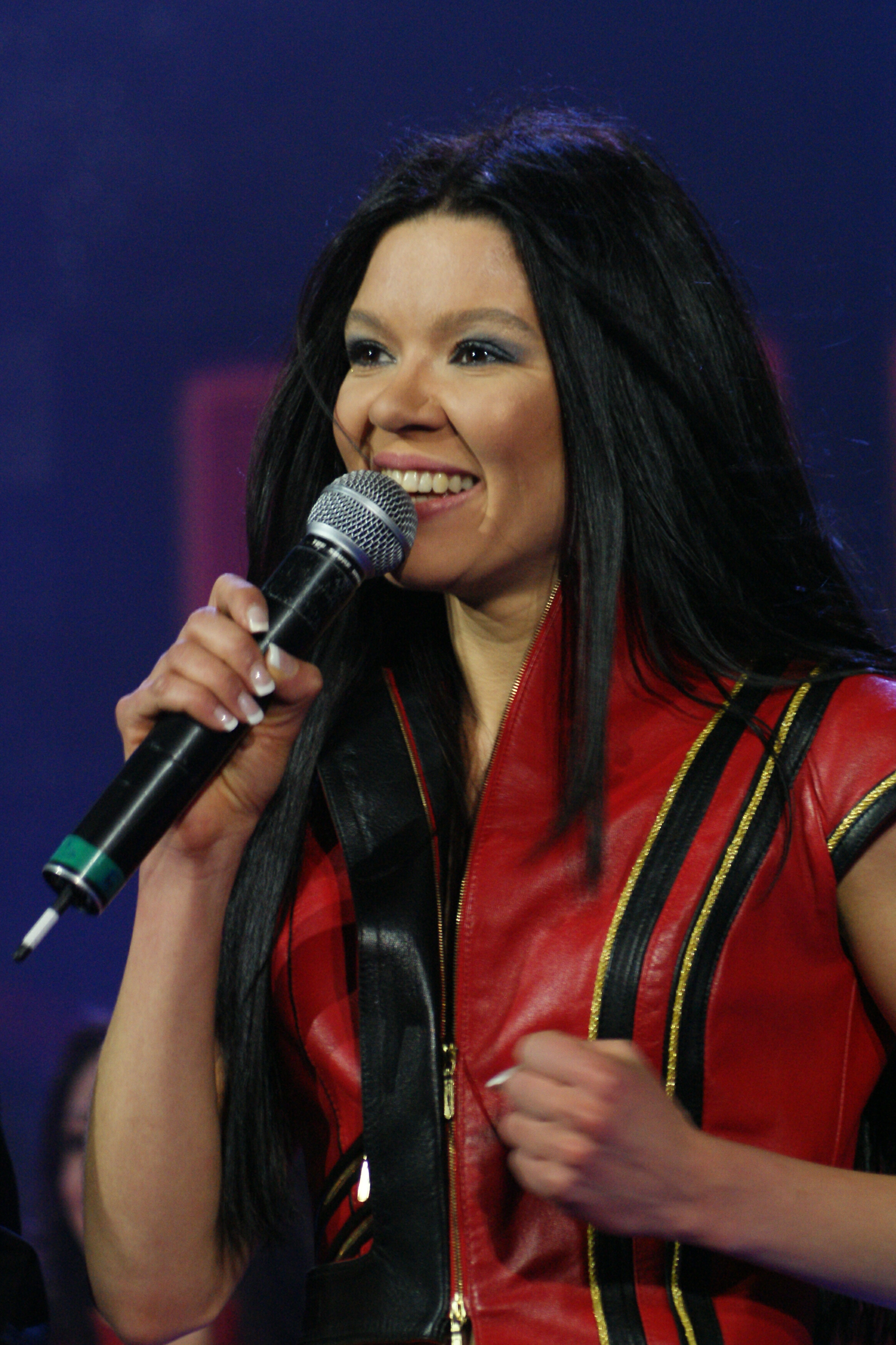
Ruslana Lyžyčko

- Ruslan Alechna, cantante bielorusso
- Ruslan Babenko, calciatore ucraino
- Ruslan Chagayev, pugile uzbeko
- Ruslan Hryščenko, ciclista su strada ucraino
- Ruslan Ljubars'kyj, allenatore di calcio e calciatore ucraino
- Ruslan Malinovs'kyj, calciatore ucraino
- Ruslan Mingazow, calciatore turkmeno
- Ruslan Nigmatullin, calciatore russo
- Ruslan Pidhornyj, ciclista su strada e pistard ucraino
- Ruslan Ponomarëv, scacchista ucraino
- Ruslan Rotan', calciatore ucraino
- Ruslan Salej, hockeista su ghiaccio bielorusso

### Variante Ruslans
- Ruslans Mihaļčuks, calciatore lettone
- Ruslans Sorokins, giocatore di beach volley lettone

### Variante femminile Ruslana
- Ruslana Koršunova, modella kazaka
- Ruslana Kyryčenko, cestista ucraina
- Ruslana Lyžyčko, cantante ucraina

## Il nome nelle arti
- Ruslan è un personaggio del poema di Aleksandr Puškin Ruslan e Ljudmila, e dell'opera lirica da esso tratta Ruslan e Ljudmila, di Michail Glinka.